# Nick Adams (rugby à XV)
Pour les articles homonymes, voir Nick Adams et Adams.
Pas d'image ? Cliquez ici

a Compétitions nationales et continentales officielles uniquement.

Dernière mise à jour le 22 février 2012.
Nick Adams, né le 11 octobre 1977 à Preston, est un joueur anglais de rugby à XV. Il évolue au poste de pilier droit. Il joue avec le club des Rugby Lions depuis 2011.